# No Idea Records
No Idea Records to niezależna wytwórnia płytowa z siedzibą w Gainesville na Florydzie, która wydaje zarówno winyle jak i płyty CD. Organizuje także The Fest, niezależny festiwal muzyki punk oraz podobnej, na którym gra przeszło sto zespołów w ponad sześciu miejscach.
No Idea Records zostało założone w 1985, nie jako wytwórnia płytowa, ale jako zin, publikowany przez Var'a Thelin'a i Kena Coffelt'a oraz kilku przyjaciół z liceum. Od szóstego numeru, wydanego w 1988, zdecydowano się zamieszczać do zinu 7-calowy winyl. Na pierwszym z nich znalazły się nagrania miejscowego zespołu Doldrums, natomiast drugi był splitem, zawierającym na jednej stronie nagrania znanego zespołu Crimpshrine, jednego z pierwszych projektów Aarona Cometbus'a. Od początku swojego istnienia No Idea było podstawą punkowej sceny Gainesville, która według wielu stworzyła własny styl, określany jako beard punk.

## Zespoły, które wydały materiał w No Idea
- Acrid
- Against Me!
- Annalise
- Anthem Eighty Eight
- Armalite
- Army of Ponch
- Assholeparade
- Astrid Oto
- Atom & His Package
- Billy Reese Peters
- Bitchin’
- Blacktop Cadence
- BurnMan
- Chuck Ragan
- Clairmel
- Cleveland Bound Death Sentence
- Coalesce
- Colbom
- Combatwoundedveteran
- Crass
- Crucible
- Deadsure
- Defiance, Ohio
- Dillinger Four
- The Draft
- Elmer
- The Ergs!
- Fay Wray
- Fifth Hour Hero
- Fiya
- Floodgate
- Floor
- Fracture
- Ghost Mice
- Glass and Ashes
- Grabass Charlestons
- Gunmoll
- Gus
- The Holy Mountain
- Hot Water Music
- I Hate Myself
- Jawbreaker
- J Church
- Jud Jud
- Latterman
- Left For Dead
- Less Than Jake
- Me First And The Gimme Gimmes
- Moonraker
- New Mexican Disaster Squad
- New Wave Blasphemy
- No Choice
- North Lincoln
- Onion Flavored Rings
- Palatka
- Panthro U.K. United 13
- Planes Mistaken for Stars
- Pung
- Radon
- Rehasher
- Riverboat Gamblers
- Ruination
- Rumbleseat
- Samiam
- Scouts Honor
- Small Brown Bike
- Sparkmarker
- Spoke
- Strikeforce Diablo
- The Swarm
- This Bike Is A Pipe Bomb
- This Is My Fist!
- Tired From Now On
- Tomorrow
- The Ones to Blame
- The 'Tone
- Trapdoor Fucking Exit
- True North
- Twelve Hour Turn
- Uncle Scams
- Unitas
- Usuals
- Western Addiction
- Whiskey & Co

## Składanki wydane przez wytwórnię
- Back To Donut!
- Bread: The Edible Napkin
- Down In Front
- Read Army Faction
- No Idea 100: Redefiling Music
- Tour Diary
- Sight And Sound: The History Of The Future
- The Shape Of Flakes To Come